# Hermann Eschke

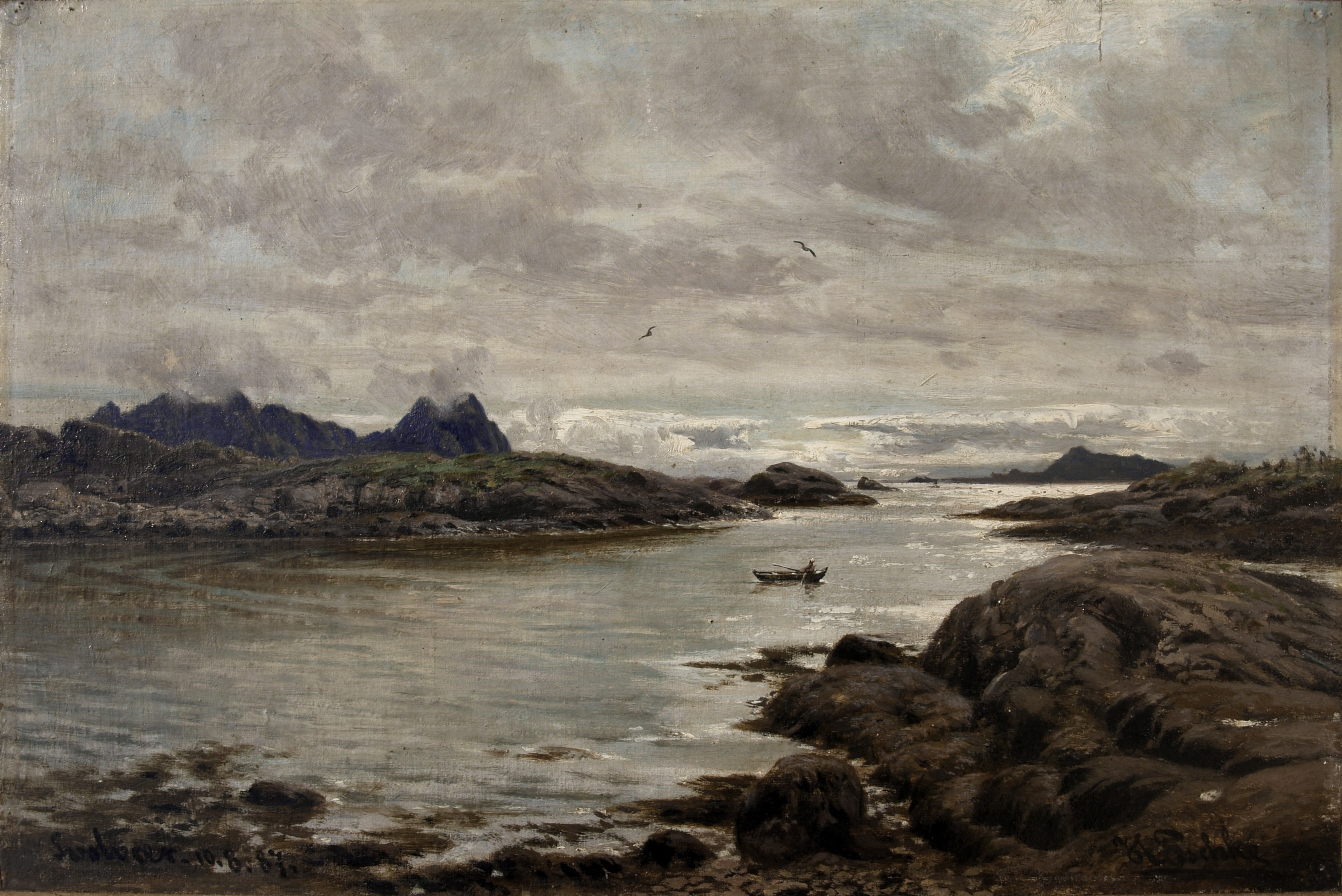
Hermann Eschke: Vy från Svolvaer (1887).

Wilhelm Benjamin Hermann Eschke, född den 6 maj 1823 i Berlin, död där den 15 januari 1900, var en tysk landskaps- och marinmålare.

## Liv
Hermann Eschke undervisades först av marinmålaren Wilhelm Krause i Berlin och senare av Eugène Le Poittevin i Paris. Därefter bodde han i Berlin, där han blev bland annat lärare i måleri. Bland hans elever märks målarna Louis Douzette, Walter Moras, Carl Saltzmann och hans egen son Richard Eschke. 
Hermann Eschke fann ofta sina motiv vid de nordiska havskusterna, vilka han besökte under olika studieresor. Till exempel företog han en resa till Sydnorge 1877.